# Барановцы
Барано́вцы (укр. Баранівці) — село в Бисковичской сельской общине Самборского района Львовской области Украины.
Население по переписи 2001 года составляло 678 человек. Занимает площадь 6,835 км². Почтовый индекс — 81422. Телефонный код — 3236.

## История
В 1946 г. указом ПВС УССР село Баранчичи переименовано в Барановцы.